# Ветров, Юрий Александрович
Ю́рий Алекса́ндрович Ве́тров (4 ноября 1916, Могилёв (по другим данным, Киев) — 16 мая 1983, Киев) — советский учёный, д. тех. н. (1964), член Комитета по Государственным премиям СССР в области науки и техники (с 1977), член-корреспондент Академии строительства и архитектуры УССР (с 1979). Член-корреспондент НАН Украины.

## Биография
Родился 4 ноября 1916 года в Могилёве; родители — Александр Яковлевич и Любовь Митрофановна Ветровы. Участник Великой Отечественной войны; весть о начале войны он получил во время тренировки по гребле на р. Днепр.
С 1949 года Юрий Александрович работал в КИСИ, а с 1961 по 1983 год (до самой смерти) — на должности ректора. В 1964 году получил звание профессора.
Скончался 16 мая 1983 года. Похоронен в Киеве на Байковом кладбище (участок № 42).

## Память
В честь Ю. В. Ветрова названа одна из лекционных аудиторий (№ 317) КНУСА.

## Основные публикации

### Учебники и учебные пособия
- Машины для специальных земляных работ: учебное пособие для студентов вузов, обучающихся по специальности «Строительные и дорожные машины и оборудование» / Ю. А. Ветров, В. Л. Баладинский. — Киев : Вища школа, 1980. — 192 с.
- Машины для земляных работ: учебник для студентов вузов, обучающихся по специальности «Строительные и дорожные машины и оборудование» / Ю. А. Ветров [и др.]; под ред. Ю. А. Ветрова. — 2-е изд., дораб. и доп. — Киев : Вища школа, 1981. — 384 с.